# 创神星
創神星（英文：Quaoar，中文音譯為夸欧尔），正式名称为 (50000) Quaoar，临时编号为2002 LM60，是一顆傳統凱伯帶天體，亦是凱伯帶的候選矮行星。根据天文學家估計，創神星直径大約為1110公里，是冥王星的一半。2002年6月6日，美国天文学家布朗和特鲁希略于帕洛馬山天文台发现这个天体。
現時已經發現創神星上有水冰的迹象，表示其可能有冰火山活動。其表面亦存有少量甲烷，這只能由最大的幾個凱伯帶天體所保留。 
2007年2月，米高·布朗發現了創神星的同步小行星衛星維沃特（Weywot），直徑為80公里。創神星及其衛星都是以位於南加州的美洲原住民通格瓦部族的神话人物命名。夸欧尔是通格瓦族的创世之神，維沃特則是他的兒子。而中文則译為創神星（也叫小行星50000）及創衛一。 2023年發現有環。

## 發現
創神星被發現時的位置在蛇夫座，視星等18.5等，並於2002年10月7日在美國天文學會的會議上宣佈此一發現。最早的回溯發現可以回溯至1954年5月25日帕洛馬山天文台的乾版。因為天文學家可以經由哈伯太空望遠鏡的觀測直接推算出它的大小，因此創神星可能被歸類為矮行星。

## 直徑
| 年度 | 直徑      |
| ---- | --------- |
| 2004 | 1260 公里 |
| 2007 | 844 公里  |
| 2010 | 890 公里  |
| 2011 | 1170 公里 |
| 2013 | 1074 公里 |

2004年，天文學家估計創神星直徑為1260 ± 190公里，隨後直徑持續向下修正。天文學家在2002年發現創神星的時候，創神星是太陽系自從冥王星於1930年被發現以來最大的天體。後來鬩神星、赛德娜、妊神星與鳥神星等更大的天體接連被發現。創神星大約與（如果不是略小）冥王星衛星卡戎相當，大約是亡神星的2.5倍。創神星直徑大約是地球直徑的十二分之一，月亮直徑的三分之一，冥王星直徑的一半。
創神星是第一顆直接從哈勃太空望遠鏡（HST）所拍攝的圖片來測量大小的外海王星天體，天文學家採用一種新的複雜方法。鑑於創神星的距離位於哈勃太空望遠鏡的分辨率（40毫角秒）極限之內。布朗和特魯希略通過仔細地比較背景圖片，並使用哈勃太空望遠鏡光學精密模型（點擴散函數），就能夠獲得創神星最有可能的直徑數據。這種方法最近被米高·布朗用來測量鬩神星的大小。
哈勃太空望遠鏡於2004年完成創神星未修正的估計數據，2007年天文學家通過斯皮策太空望遠鏡（SST）測量紅外線創神星數據，意味著創神星反照率（0.19）比原先估計值更高，因此創神星直徑比原先估計值較小(844.4+206.7
−189.6 公里)。哈勃太空望遠鏡在2004年觀察創神星期間，很少人知道柯伊伯帶天體的表面性質，但是天文學家現在知道創神星的表面在許多方面都類似天王星與海王星的冰衛星。天文學家採用天王星衛星周邊昏暗數據後，根據2004年哈勃太空望遠鏡觀測結果得知創神星直徑先前大約高估40％，比較正確的直徑估計大約是900公里。截至2010年，天文學家使用斯皮策太空望遠鏡數據加權平均值並糾正哈勃太空望遠鏡估計數據後，創神星直徑估計約為890±70公里。
創神星於2011年4月遮掩一顆16等的恆星，天文學家藉此估計創神星直徑最大是1170公里，並得知創神星外型細長。在赫歇爾空間天文台新的測量數據與哈勃太空望遠鏡修正後的數據顯示創神星直徑為1070±38公里，创卫一則為81±11公里。

### 取消行星資格
因為創神星擁有小行星衛星，創神星系統的質量可以從其衛星公轉軌道計算出來。創神星的密度約2.2公克/立方厘米，直徑1,100公里表明它應該有資格列為矮行星，（如果天文學家可以得知其質量或證明創神星達到流體靜力平衡）。米高·布朗估計創神星岩石層直徑約900公里，達到流體靜力平衡，而冰層直徑介於200公里到400公里也達到流體靜力平衡。根據天文學家估計，創神星質量大於1.6×1021公斤。所以創神星質量和直徑達到2006年國際天文聯合會行星定義要求（5×1020公斤、直徑800公里）。米高·布朗指出創神星“必須是”一個矮行星 。光曲線振幅分析顯示，創神星標準差很小，這表明創神星確實是一顆低反照率天體，因此屬於矮行星。

### 碰撞
行星科學家埃里克·阿斯普豪格建議，創神星可能曾經撞上一個更大的天體，於是創神星密度較低的地幔脫離，只並留下密度高的核心。他的設想是創神星最初是由冰雪所覆蓋，使得其直徑比現在多出300至500公里，而且它與創神星兩倍左右的柯伊伯帶天體相撞，直徑大約是冥王星（甚至與火星大小的天體相撞），也有可能就是冥王星。

## 軌道

創神星 (藍色) 和冥王星 (紅色) 的軌道 － 從黃道面觀察。

創神星和冥王星的軌道 － 從黃極鳥瞰。

創神星的軌道距離太陽大約64億公里（40億英里），公轉軌道週期為286年。
創神星的軌道接近圓形，軌道傾角約8°，雖然為典型的太陽系小天體，小行星中心與深度黃道巡天將創神星歸類為古柏帶天體，也是其中體積最大的天體。類似創神星的伐樓拿、妊神星和鳥神星都有高軌道傾角及比較大的離心率。
鳥瞰圖可以比較創神星接近圓形的軌道和冥王星高離心率（e=0.25）的軌道（創神星的軌道是藍色，冥王星是紅色，海王星是灰色。）。圖型說明2006年4月創神星的位置、相對大小和顏色；近日點、遠日點和經過日期都標示在圖中。
不同於冥王星與海王星有著2:3的軌道共振，位於43天文單位與接近圓形軌道上的創神星幾乎不受海王星攝動的影響。從黃道面觀察的圖解可以看出創神星和冥王星的軌道傾角，冥王星的遠日點（下方）在創神星軌道之外，所以冥王星到太陽的距離有時比創神星更遠，而在其他的時間則比創神星近。
在2008年，創神星與冥王星的距離只有13.9 天文單位，是它與冥王星最接近的距離，而以古柏帶內的標準，這樣的距離是非常接近的。

## 冰火山
2004年，科學家找到創神星表面有冰晶體存在的跡象，意味著它的溫度在1,000萬年間從55K（-220 °C）升至110K （-160 °C）。一些理論指其溫度上升的原因，是因為它曾連續被無數的小流星體衝撞，把天體的表面加熱。但最引人注目的理論，仍是「夸歐爾」的內核可能出現冰火山活動，是內核的放射性物質衰變引起的。
科學家相信創神星與不少柯伊伯带天體相似，均是由岩石和冰的混合物構成的，但其反照率之低意味著天體外層的冰已消失。當新視野號太空船於2015年探索冥王星及其他柯伊伯带天體時，科學家可從傳回的資料中認識更多柯伊伯带天體資訊。

## 衛星

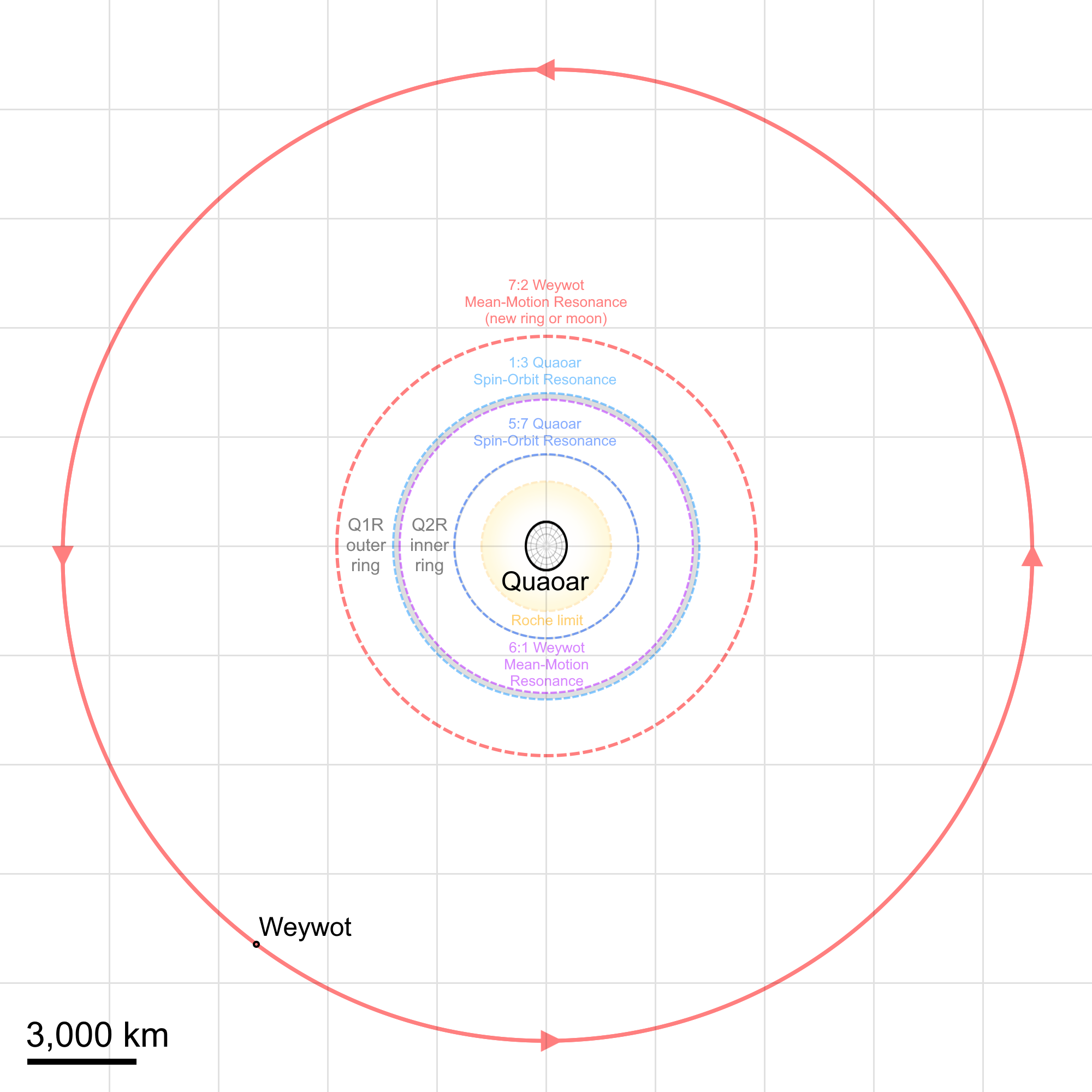
創神星和創衛一

創神星衛星的軌道已經被確認，發現報告公佈在2007年2月22日的IAUC 8812號快訊上。其衛星距離創神星0.35弧秒，絕對星等相差5.6等。
假設反照率與創神星相同，這顆衛星的直徑應該為74公里左右。创神星的发现者布朗把创卫一的命名权赋予通格瓦部族，他们选定其部族神话中的创造神之子：天神维沃特（Weywot）作为创卫一的名称，该名称于2009年获得承认。